# Wilanów
Wilanów es un dzielnica (distrito) de Varsovia. Es el distrito con menos habitantes de Varsovia pero uno de los más grandes. El distrito está situado en la ribera occidental del río Vístula. El distrito es conocido por el Palacio de Wilanów, uno de los edificios más representativos de Varsovia.

## Historia
La primera mención de un asentamiento en la zona se remontan al siglo XIII, cuando un pueblo llamado Milanów fue fundado por el monasterio benedictino de Płock. En 1338 se convirtió en una propiedad privada de los duques de Mazovia y en 1378 la adquirió el Príncipe Janusz I de Varsovia, que se lo dio a uno de sus siervos. Fue él quien estableció la primera mansión y una capilla en la aldea. Sus descendientes adoptaron el nombre Milanowski, que más tarde tomaría el nombre del pueblo.
En el siglo XVII, el pueblo fue comprado por la familia de Estanislao I Leszczynski, quien dirigió la construcción de un nuevo palacio; sin embargo, las obras se detuvieron por un fuerte diluvio, y cuando las fuerzas de Suecia saquearon la zona por completo. En 1676 la aldea despoblada fue comprada por el rey Juan III Sobieski. Este último construiría el Palacio de Wilanów, aunque el palacio se llamaba en su inicio Villa Nova (Nueva Aldea), para distinguirla de la cercana localidad de Stara Wies (Pueblo Viejo). Sin embargo, el nombre se cambió a Wilanów, similar al de Milanów establecido anteriormente.
Gracias a la proximidad entre Varsovia y Wilanów, el palacio pasó a ser la residencia de verano de los reyes. También aquí se estableció el final de la Ruta Real. En el siglo XVIII, el palacio pasó a ser propiedad de Hetman Adán Mikołaj Sieniawski. Tras la muerte de Adán, el palacio pasó a manos de muchos reyes y nobles. En 1863, tras la caída de la sublevación de enero, las autoridades rusas introdujeron una nueva división administrativa, haciendo de Wilanów la capital de todos los municipios situados al sur del río Vístula. Aquí se fundó la compañía de proveedores de alimentos más importantes de Polonia y en 1890, gracias a la creación de un ferrocarril, se abrió una compañía para el transporte de pasajeros y de alimentos. 
Después de la Segunda Guerra Mundial, los palacios, incluido el de Wilanów, fueron tomados por las autoridades comunistas de Polonia. El palacio de Wilanów fue convertido en museo y otro pasó a ser un museo de Pósteres que se abrió el 4 de junio de 1968. Es el único museo de este tipo en Europa. En 1951 se incorporó Wilanów a Varsovia. Inicialmente, era una localidad separada a la capital polaca, y desde 1976 estaba fusionada con la ciudad de Mokotów.